# 10221 Kubrick
10221 Kubrick è un asteroide della fascia principale. Scoperto nel 1997, presenta un'orbita caratterizzata da un semiasse maggiore pari a 2,4311926 UA e da un'eccentricità di 0,0384014, inclinata di 7,51307° rispetto all'eclittica.
L'asteroide è dedicato al regista e produttore cinematografico statunitense naturalizzato britannico Stanley Kubrick.